# Pipalchauri
Pipalchauri (nep. पिपलचौरी) – gaun wikas samiti w zachodniej części Nepalu w strefie Mahakali w dystrykcie Darchula. Według nepalskiego spisu powszechnego z 2001 roku liczył on 347 gospodarstw domowych i 2137 mieszkańców (1100 kobiet i 1037 mężczyzn).